# Bomberman 64
Bomberman 64 (爆ボンバーマン, Baku Bonbāman) és un videojoc creat per Hudson Soft  al Japó, i publicat per Nintendo a Amèrica del Nord i Europa per a la Nintendo 64. El videojoc va ser llançat a Europa el 27 de novembre de 1997 i llançat a l'Amèrica del Nord l'1 de desembre del mateix any. Tot i que el joc mai no va veure un llançament al servei de consola virtual de Wii, es va llançar a la consola virtual de Wii U tant a Europa com a Amèrica del Nord el març de 2017, seguit del Japó el juny de 2017. Està classificat com a K-A per la ESRB. I és conegut com a Baku Bomberman al Japó volen dir "Bomberman Explosiu" en català.
Bomberman 64 és el primer videojoc de la sèrie de videojocs Bomberman, en 3D.
El videojoc té dues continuacions a la N64: Bomberman Hero (1998) i Bomberman 64: The Second Attack (2000).